# 新都桥湍蛙
新都桥湍蛙（学名：Amolops xinduqiao），一种于中华人民共和国四川省康定市新都桥镇发现的两栖动物，隶属于蛙科湍蛙属。

## 形态特征
新都桥湍蛙体型中等，雄蛙体长41.2～47.5毫米，雌蛙体长48.5～56.6毫米。皮肤光滑，身体背部呈棕色，具不规则绿色小圆点；四肢背部浅棕色，有黑色横纹；身体腹面乳白色，喉部、胸部以及腹部边缘布有不规则的深灰色点；四肢腹面肉色。